# Forsfallet

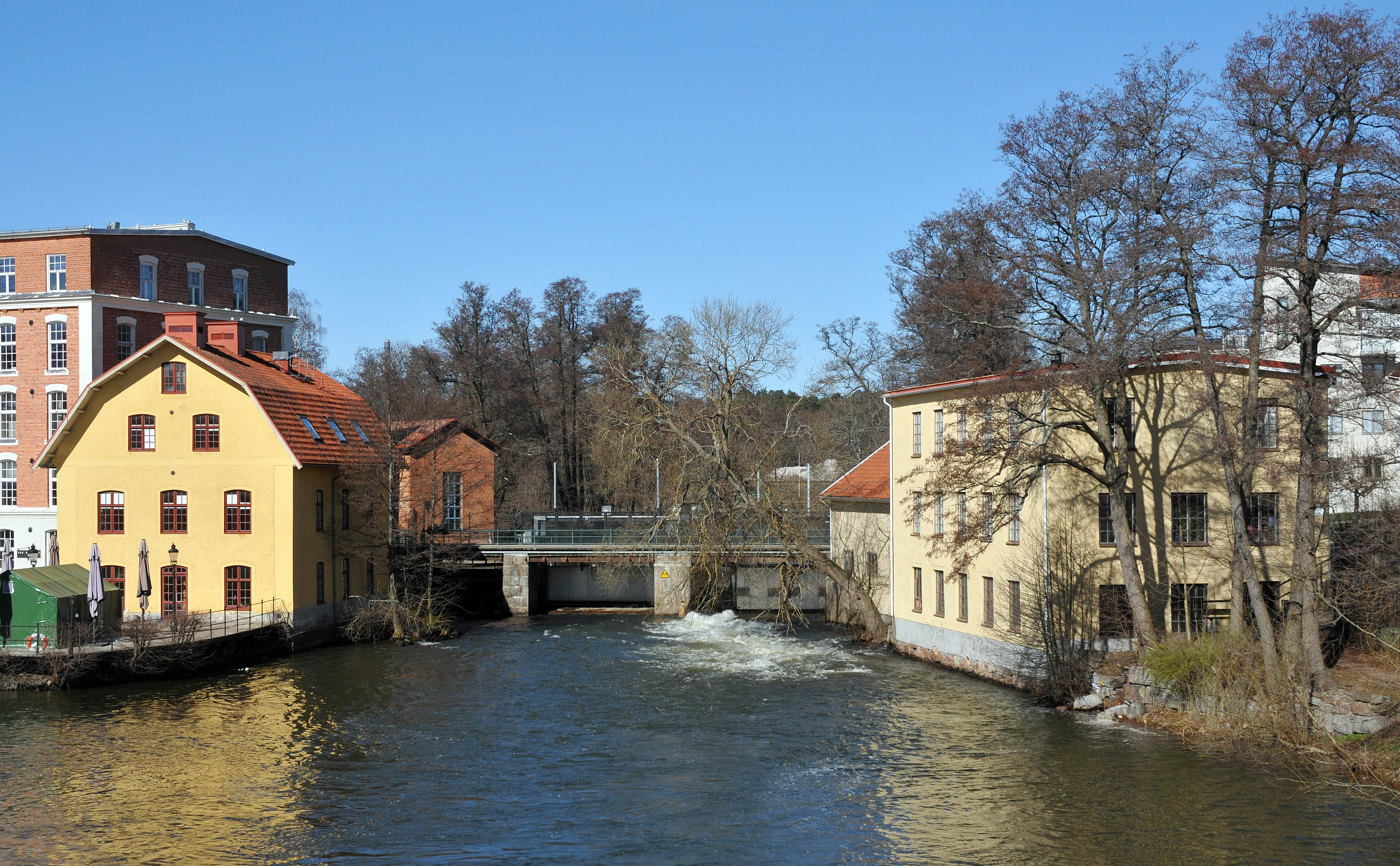
Forsfallet med Sankt Anne kvarn t.v. och Sjösa kvarn t.h.

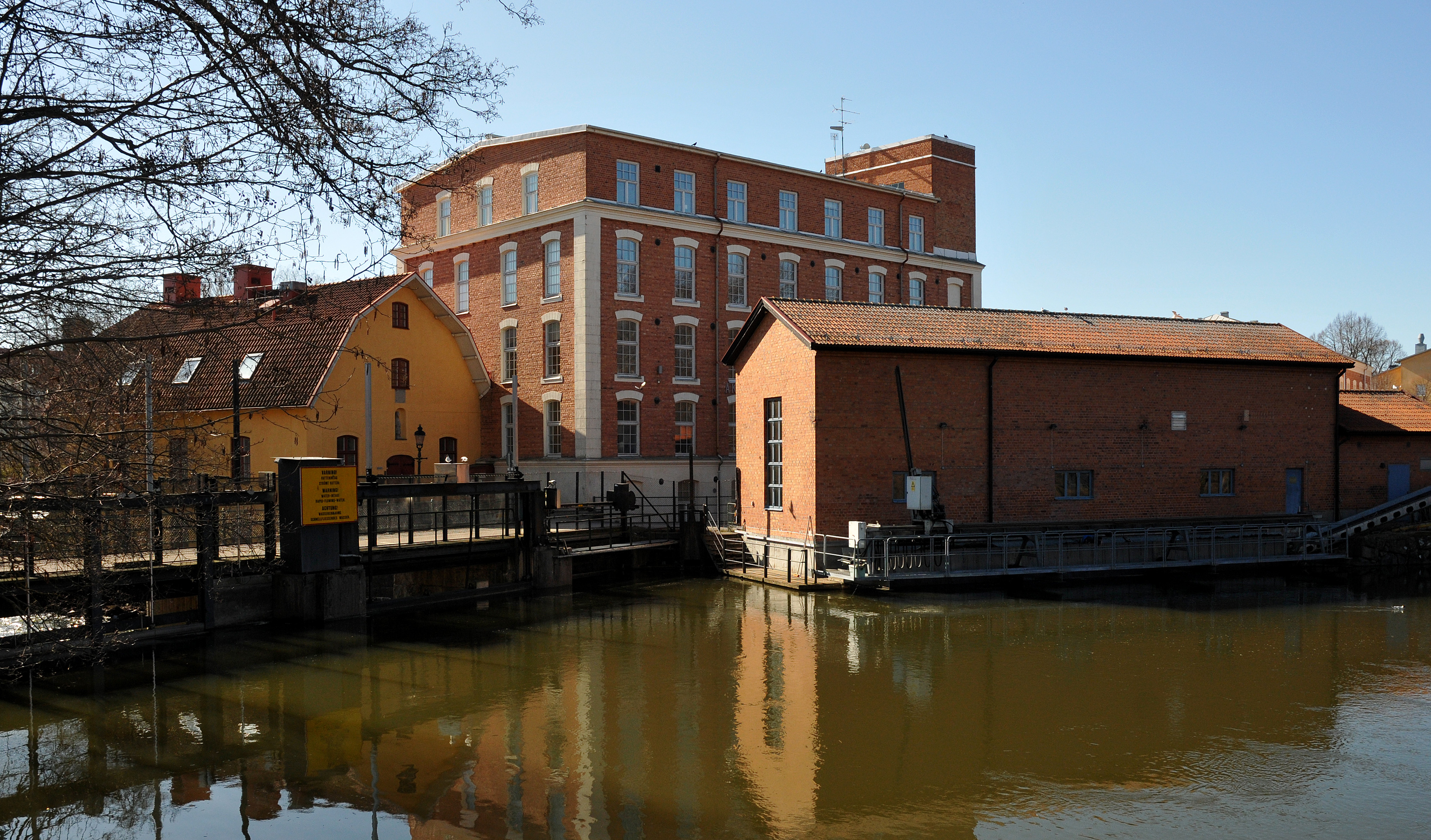
Forsfallet med kraftstationen t.h.

Forsfallet är ett vattenfall i Nyköpingsån i Nyköping. Fallet är cirka 2,5 meter högt och har utnyttjats som kraftkälla sedan medeltiden för att driva bland annat kvarnar och stångjärnshammare.
Sankt Anne kvarn fanns vid Forsfallet redan på 1400-talet. Kvarnverksamheten pågick till 1971 då byggnaden restaurerades. På 1500-talet fanns även en vadmalsstamp som drevs av vattenfallet. Sankt Anne masugn anlades av hertig Karl 1594.
Fors ullspinneri grundades 1873. Fabriken lades ner på 1960-talet
1893 byggdes ett  elverk för de lokala industrierna vid Fors. Den nuvarande kraftstationen, som ägs av Nyköpings Vattenkraft AB, är från 1946. Kraftverket har tre aggregat och en effekt på 460kW.